# Basconcillos del Tozo
Basconcillos del Tozo é um município da Espanha na província de Burgos, comunidade autónoma de Castela e Leão, de área 121 km² com população de 352 habitantes (2007) e densidade populacional de 2,91 hab./km².

## Demografia
| Variação demográfica do município entre 1991 e 2004 | Variação demográfica do município entre 1991 e 2004 | Variação demográfica do município entre 1991 e 2004 | Variação demográfica do município entre 1991 e 2004 |
| --------------------------------------------------- | --------------------------------------------------- | --------------------------------------------------- | --------------------------------------------------- |
| 1991                                                | 1996                                                | 2001                                                | 2004                                                |
| 440                                                 | 403                                                 | 374                                                 | 371                                                 |